# لغات مالطا

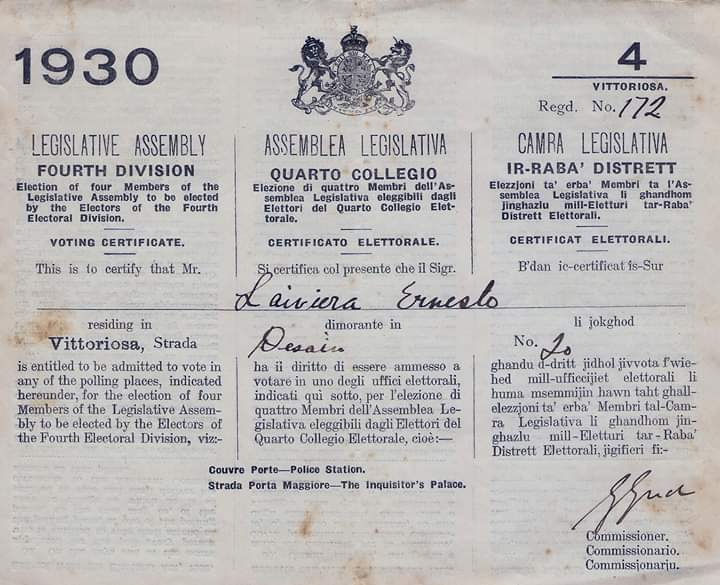
وثيقة تصويت ثلاثية اللغات لانتخابات عام 1930 في مالطا، التي تم إلغاؤها لاحقًا، باللغات الإنجليزية والإيطالية والمالطية

لدى مالطا لغتان رسميتان هما المالطية والإنجليزية، حيث تُعتبر المالطية لغة وطنية. إلى حدود عام 1934، كانت الإيطالية لغة رسمية في مالطا، وفي القرنين التاسع عشر والعشرين كان هناك نقاش لغوي وسياسي يُعرف باسم "سؤال اللغة" حول أدوار هذه اللغات الثلاث. يستطيع المالطيون عمومًا التحدث باللغات غير الأصلية في البلاد، خاصة الإنجليزية والإيطالية. يمكنهم أيضًا فهم اللهجات العربية المغاربية إلى حد ما.

## إحصائيات
في عام 2022، ذكر مكتب الإحصاء الوطني في مالطا أن 90 بالمائة من السكان المالطيين لديهم على الأقل معرفة أساسية باللغة المالطية. كما أن 96% من السكان لديهم على الأقل معرفة أساسية باللغة الإنجليزية، و62% بالإيطالية، و20% بالفرنسية. ووفقًا لاستطلاع يوروباروميتر الذي أجري في عام 2012، يستطيع 98% من الشعب المالطي التحدث باللغة المالطية، بينما 88% يتحدثون الإنجليزية، و66% يتحدثون الإيطالية، وأكثر من 17% يتحدثون الفرنسية. وهذا يدل على زيادة في الطلاقة في اللغات منذ عام 1995، حين كان 98٪ من السكان يتحدثون المالطية، و 76٪ فقط يتحدثون الإنجليزية، و 36٪ الإيطالية، و 10٪ الفرنسية. وتظهر زيادة في نسبة المتحدثين بالإيطالية، مقارنة مع النسبة عندما كانت الإيطالية لغة رسمية في مالطا، وذلك بسبب وصول البث التلفزيوني الإيطالي إلى مالطا.
وفقًا لإحصاء عام 2011، كان هناك 377,952 شخصًا تبلغ أعمارهم 10 سنوات فما فوق، منهم 357,692 شخصًا (94.7%) أعلنوا أنهم يتحدثون المالطية على الأقل بمستوى متوسط، و248,570 (82.1%) ذكروا أنهم يتحدثون الإنجليزية على الأقل بمستوى متوسط. و93,401 (43.7%) أنهم يتحدثون الإيطالية على الأقل بمستوى متوسط، على مقياس مكون من "حسن" و"متوسط" و"قليلًا" و"لا على الإطلاق". الفرنسية والروسية والإسبانية والألمانية هي اللغات الرئيسية الأخرى التي يتم دراستها في التعليم الثانوي والعالي.

## التاريخ

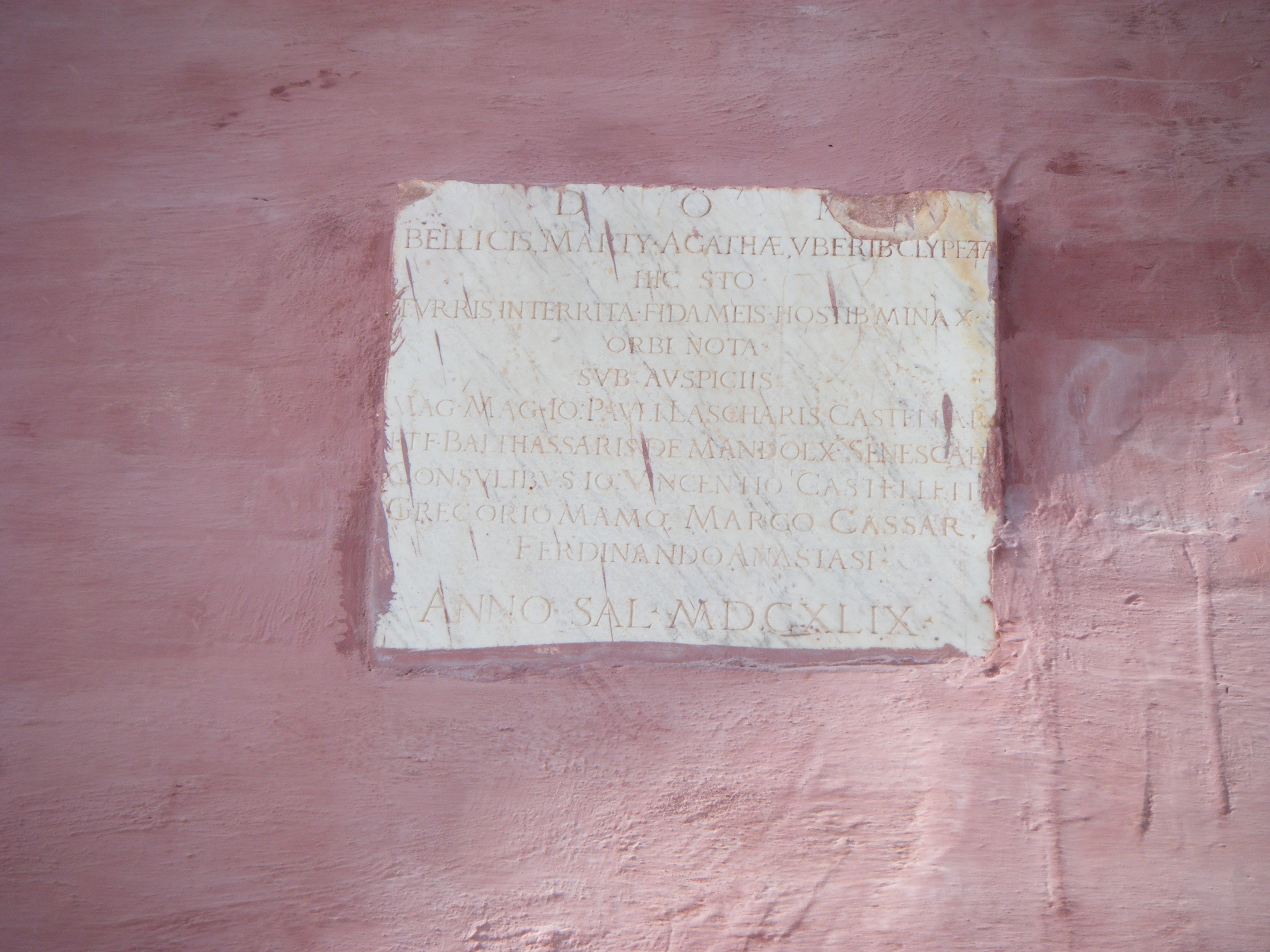
نقش لاتيني من عام 1649 في برج القديسة أجاثا.

أصبحت اليونانية لغة رسمية لمالطا في عام 553م عندمت كانت جزءً من صقلية تحت سلطة الإمبراطور جستنيان. وفي القرون الوسطى، على الرغم من أن اللغة العربية الصقلية أصبحت مستخدمة رسميًا، إلا أن اللغة اليونانية ظلت قيد الاستخدام من قبل الطبقة العليا حتى الحكم النورماندي الذي انتهى عام 1194. بدأ استبدال اليونانية باللاتينية حوالي عام 1130.
لعدة قرون، حُكمت مالطا من طرف تنظيم فرسان مالطا، الذين كان أعضاؤهم من مناطق مختلفة من أوروبا، في وقت كانت فيه اللاتينية شائعة الاستخدام للأغراض الرسمية، إلى جانب الإيطالية التوسكانية، كما كان الحال في كاستيلانيا.
أثناء حكم تنظيم القديس يوحنا، كان العديد من الفرسان فرنسيين، وكانت اللغة الفرنسية تُستخدم في الحياة اليومية. ولكن ظلت اللغة الإيطالية هي المهيمنة للأغراض الرسمية. على الرغم من ذلك، غالبًا ما تم استخدام الفرنسية للتوثيق والخرائط، لأن المهندسين العسكريين البارزين في التنظيم كانوا فرنسيين. كانت الفرنسية هي اللغة الرسمية للجزر المالطية خلال الاحتلال الفرنسي القصير لمالطا (1798-1800).

## المالطية

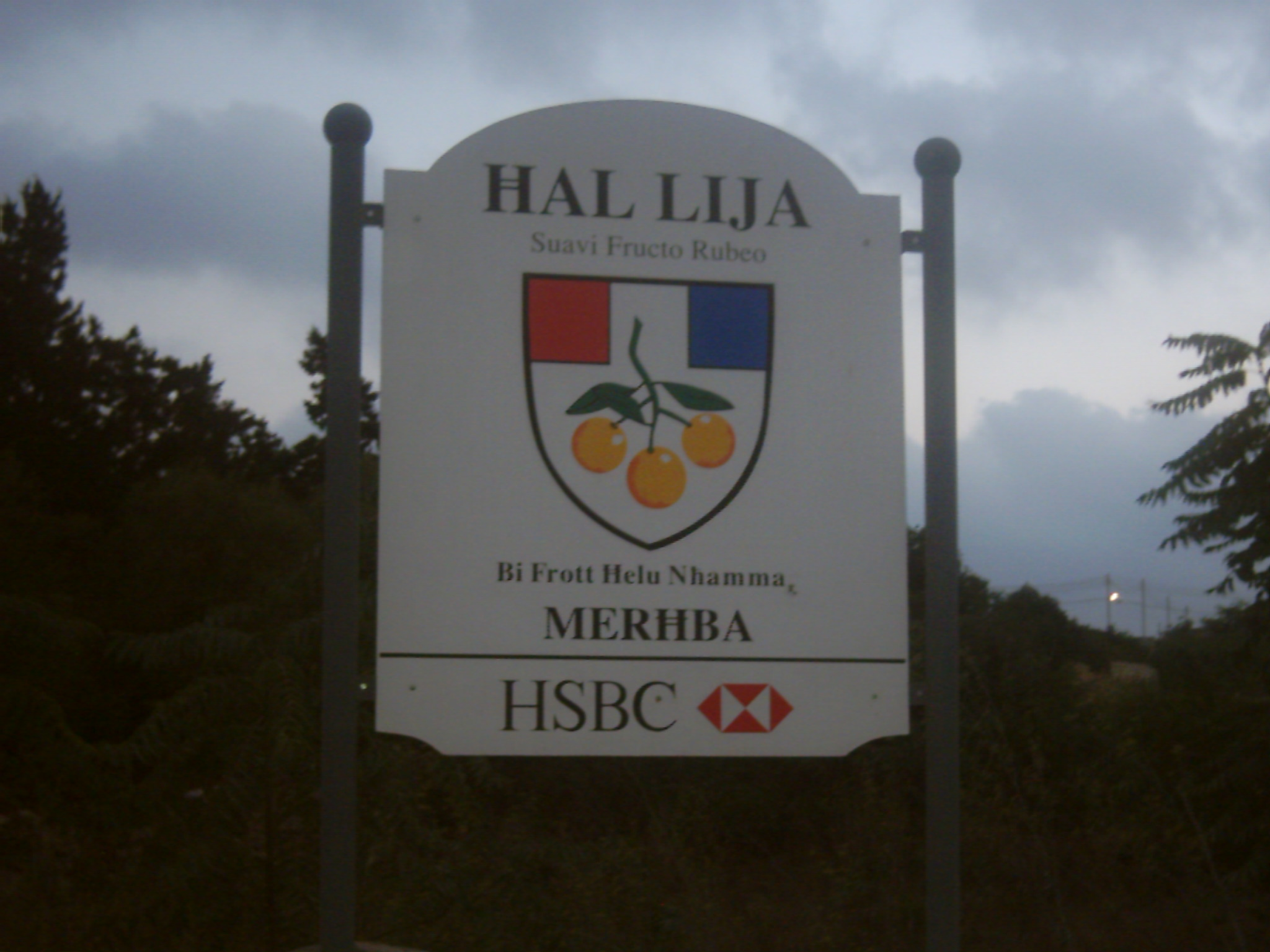
علامة ترحيب مالطية بقرية Ħal Lija، تستعمل حرف Ħ، الذي يقابل حرف الحاء بالعربية.
Suavi fructo Rubeo هو شعار لاتيني يعني "أتوهج باللون الأحمر بالفاكهة الحلوة"، في إشارة إلى بساتين البرتقال العديدة الموجودة في القرية.

المالطية هي اللغة الوطنية للشعب المالطي، وإحدى اللغات الرسمية لمالطا والاتحاد الأوروبي. وهي لغة سامية مشتقة من العربية الصقلية. ولكن غالبية مفرداتها تأتي من الصقلية والإيطالية، كما وصفتها اللسانية المالطية ماي بوتشر. 52% من الكلمات المالطية هي من أصل لاتيني، نتيجة للتأثير الكبير من الإيطالية (خاصة من صقلية)، وبدرجة أقل، من الفرنسية. تتميز مالطا بكونها الدولة الوحيدة في أوروبا التي لديها لغة سامية تاريخياً. تتم كتابة اللغة المالطية بأبجدية لاتينية معدلة تتضمن الحروف Ż و ċ و ġ و ħ و għ.
هناك بلدات مختلفة لها لكنات ولهجات تختلف عن اللغة المالطية القياسية. وقد تراجع عدد المتحدثين باللهجات، ويرجع ذلك في الغالب إلى التعرض للغة المالطية القياسية في وسائل الإعلام وإضفاء الطابع المؤسسي على التعليم. بالمقابل تُظهر اللغة القياسية نفسها تأثيرا أكثر وضوحًا للإيطالية والانجليزية. لغة الإشارات في مالطا هي لغة الإشارة المالطية.

## الإنجليزية

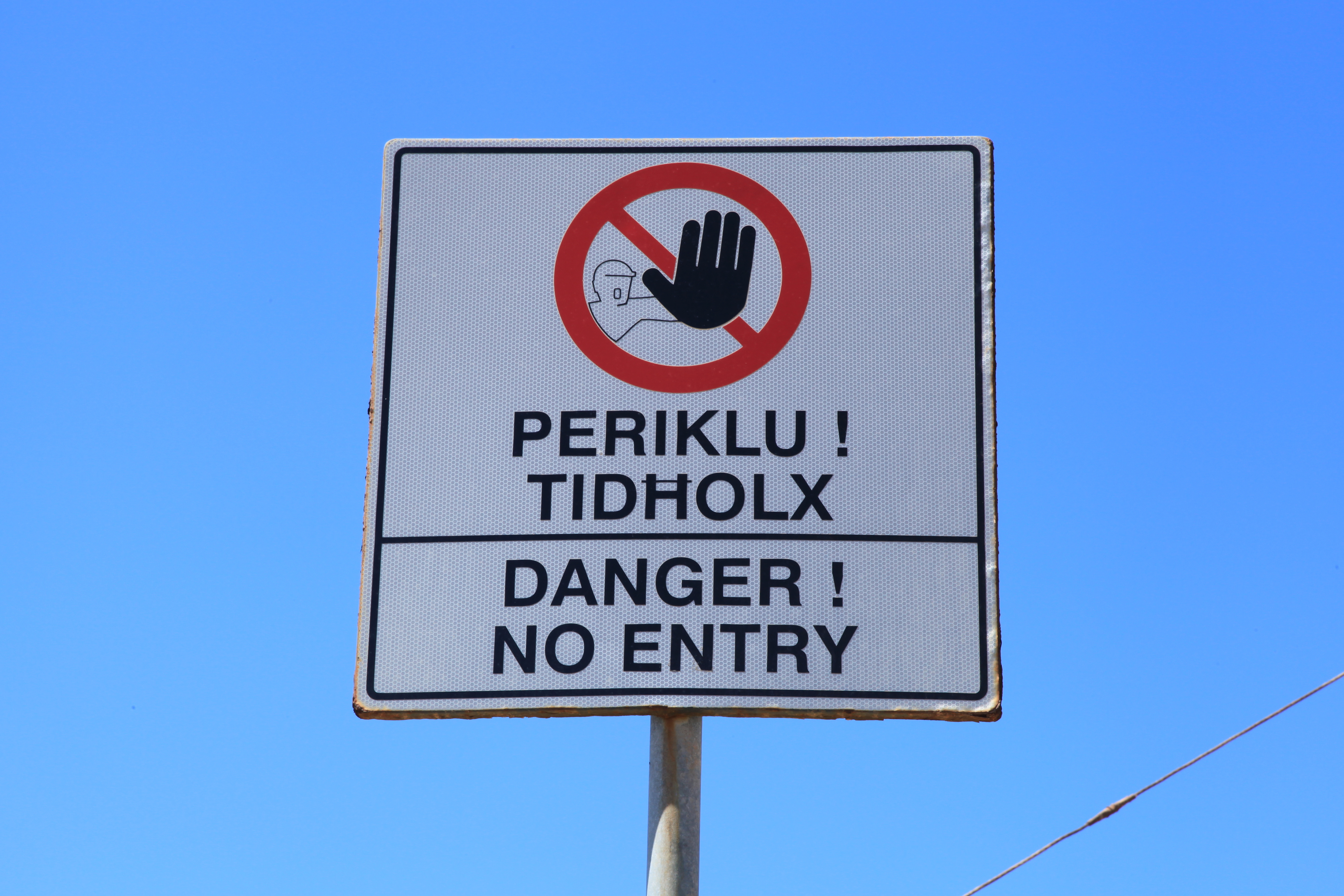
علامة الخطر ثنائية اللغة في كومينو باللغتين المالطية والإنجليزية

قبل استقلالها في عام 1964، كان لمالطا تاريخ مهم باعتبارها ضمن ملكية بريطانيا، ونتيجة لذلك، أصبحت اللغة الإنجليزية لغة رسمية في مالطا. يتم تنفيذ الأعمال الحكومية باللغتين، ويتعلم معظم المالطيين اللغة الإنجليزية في المدرسة. يتم إجراء التعليم الثانوي والعالي باللغة الإنجليزية حصريًا. اليوم، 88٪ من سكان مالطا يتحدثون الإنجليزية (حوالي 400000 شخص). ومع ذلك، يتحدث حوالي 10٪ فقط اللغة الإنجليزية كلغة أولى (حوالي 48000)، حيث أن الأغلبية تتحدث المالطية كلغة أم.
اللغة الإنجليزية المستخدمة بشكل شائع في مالطا تطورت عن اللغة الإنجليزية البريطانية. كما أنها متأثرة بشدة باللغتين المالطية والإيطالية، ليس فقط في المفردات (مثلا عن طريق نطق الكلمات الفرنسية اللاتينية المستعارة في اللغة الإنجليزية بأسلوب إيطالي) ولكن أيضا في الفونولوجيا، بلكنة قوية عند الحديث بلهجة مختلطة تسمى أحيانًا المالطينجليزية Maltenglish، ومع ذلك، يظل النطق المتلقى هو المعيار بين الأفراد المالطيين من شريحة اجتماعية واقتصادية عالية.[بحاجة لمصدر]

## الإيطالية

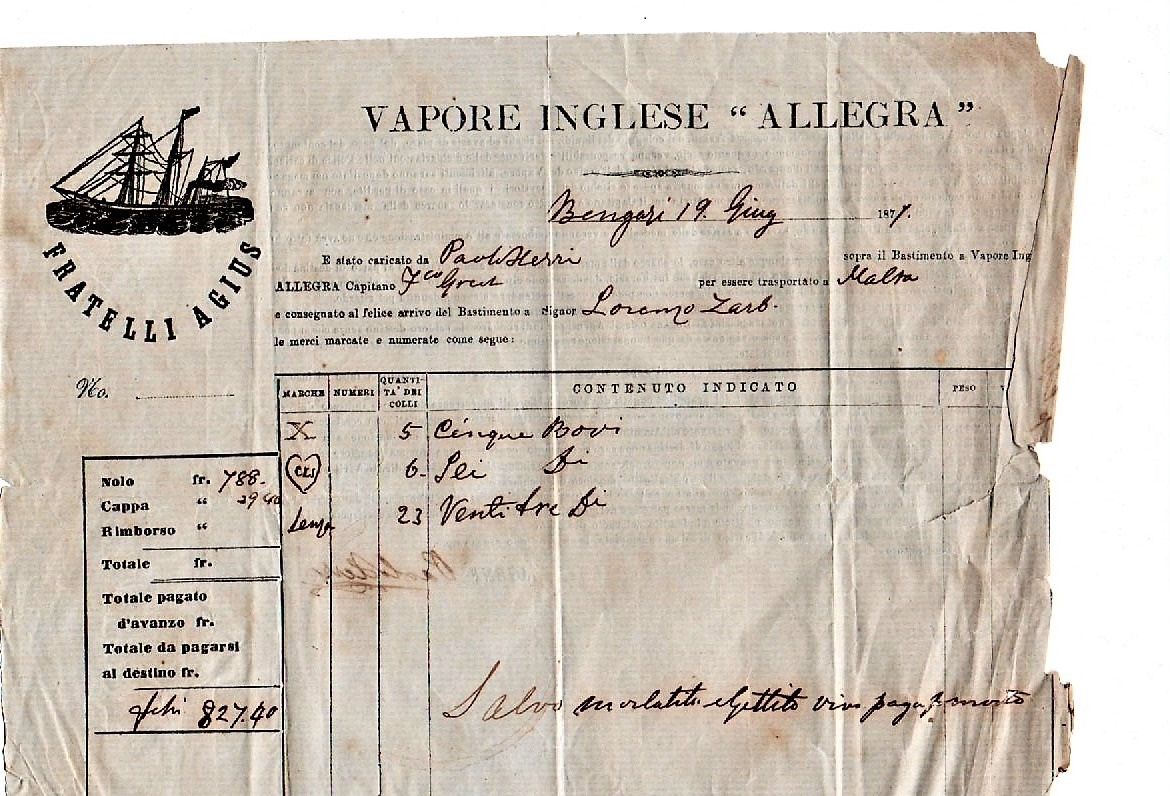
فاتورة تحميل السلع باللغة الإيطالية للباخرة الإنجليزية "أليجرا"، 1871 المملوكة لفراتيلي أجيوس، والتي كانت تنقل الماشية من بنغازي، ليبيا إلى مالطا.

لعدة قرون وحتى عام 1934، كانت الإيطالية هي اللغة الرسمية في مالطا. وبالفعل فقد اعتبرت لغة الثقافة في مالطا منذ عصر النهضة الإيطالية. في القرن التاسع عشر، أراد الوحدويون الإيطاليون والمالطيون الإيطاليون الترويج لاستخدامها في جميع أنحاء مالطا، كتمهيد لإعادة ضمها إلى إيطاليا، حيث كانت مالطا جزءًا من مملكة صقلية حتى القرن الثالث عشر. في العقود الأولى من القرن العشرين، كان هناك صراع داخل المجتمع والطبقة السياسية المالطية حول "إشكالية اللغة"، والذي وصل إلى ذروته قبل الحرب العالمية الثانية.

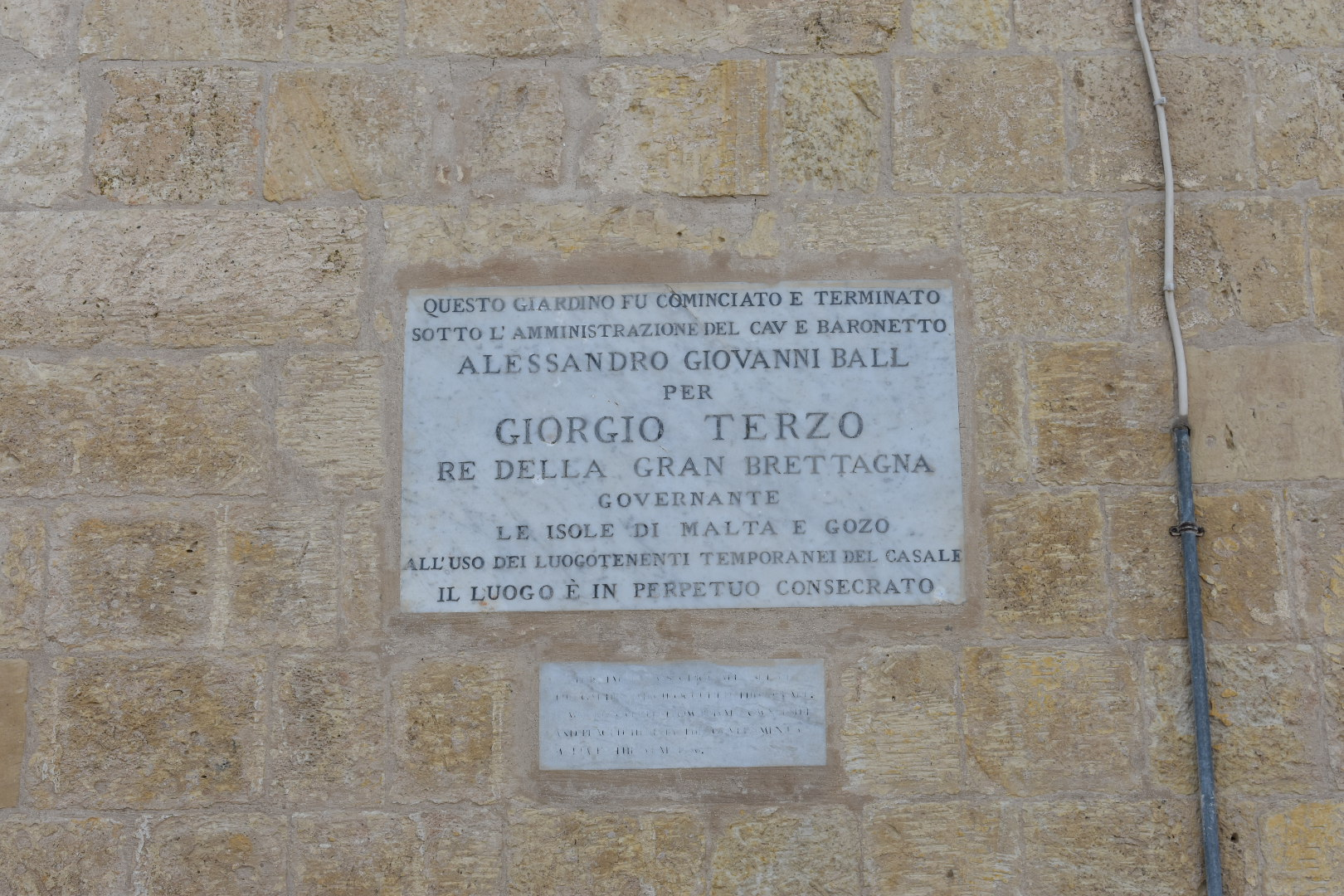
نقش إيطالي من "جنين تال كماند" Ġnien Tal-Kmand سابقاً (حالياً "جنة تال كماند" Ġonna tal-Kmand) في زبار Żabbar. يعود تاريخ هذا النقش إلى أوائل القرن التاسع عشر، عندما كانت مالطا محمية بريطانية.

في عام 1933، تم سحب الدستور بسبب تصويت الحكومة على ميزانية تدريس اللغة الإيطالية في المدارس الابتدائية. كان استخدام اللغة الإيطالية في الأمور الرسمية ذا دوافع سياسية من قبل الحزب المناهض للإصلاحيين ومن قبل الكنيسة الكاثوليكية الرومانية كشكل من أشكال تجميد الوضع الراهن والإجراءات المحافظة ضد البريطانيين البروتستانت.
اليوم، 66% من سكان مالطا يمكنهم التحدث باللغة الإيطالية، و8% من السكان "يفضلون" استخدامها في المحادثات اليومية، وذلك بسبب التدفق الكبير للمهاجرين الإيطاليين مؤخرًا. على الرغم من استبدال اللغة الإيطالية باللغة الإنجليزية كلغة رسمية، إلا أنها لا تزال مستخدمة ويتحدث بها بشكل شائع في بعض أماكن العمل المهنية من قبل المهاجرين الإيطاليين. إن نسبة المتحدثين اليوم، 66%، هي في الواقع أكبر بكثير مما كانت عليه عندما كانت اللغة رسمية بالفعل، في عام 1931، عندما كان 14% فقط يتحدثونها.
يتعلم عدد كبير من المالطيين اللغة الإيطالية من خلال التلفزيون الإيطالي حيث يصل البث الإعلامي الإيطالي إلى الجزر المالطية.

## لغات أجنبية
بالإضافة إلى اللغة الإيطالية، يتمتع العديد من المالطيين عمومًا بدرجة معينة من الكفاءة في اللغة الفرنسية، وعدد قليل منهم يفهمون أو يتحدثون الإسبانية أو الألمانية. ويتم دراسة العديد من اللغات الأخرى أيضًا، مثل اللغتين العربية والروسية.
توضح رسالة التعميم الحكومي للعام الدراسي 2011-2012 أن خيارات اللغة التالية يجب أن تكون متاحة في المدارس:
النموذج الأول (حوالي سن 11 عامًا)
- عربية
- فرنسية
- ألمانية
- إيطالية
- إسبانية

تتم دراسة هذه اللغة لمدة خمس سنوات في المدرسة الثانوية.
النموذج الثالث (حوالي سن 13 عامًا)
- عربية
- فرنسية
- ألمانية
- إيطالية
- روسية
- إسبانية

يتم دراسة هذه اللغة على مدى السنوات الثلاث الأخيرة في المدرسة الثانوية.

## الإعلام

### منشورات
هناك أعداد متساوية من الصحف المنشورة باللغتين الإنجليزية والمالطية، ولا يوجد أي منها باللغة الإيطالية. في استطلاع للرأي، فضلت الغالبية العظمى من الناس اللغة الإنجليزية كلغة للقراءة، حيث يفضل 61.1% من السكان اللغة الإنجليزية للكتب و70.89% للمجلات. فقط 35.8% من السكان يفضلون قراءة الكتب باللغة المالطية، و22.7% منهم يفضلونها للمجلات.

### مذياع
فيما يتعلق بالمذياع، تحل اللغة الإيطالية محل اللغة الإنجليزية، حيث محطات الراديو في الغالب باللغتين المالطية والإيطالية، مع القليل منها باللغة الإنجليزية أيضًا. وفقا لدراسة أجريت عام 2004، فإن 82.41% من السكان يستمعون بانتظام إلى الراديو المالطي، و25.41% يستمعون إلى الراديو الإيطالي، و14.69% يستمعون إلى الراديو الإنجليزي.

### تلفاز
يتم بث القنوات التلفزيونية المحلية بشكل رئيسي باللغة المالطية وأحيانًا الإنجليزية. ومع ذلك، يمكن للعديد من الأشخاص الوصول إلى قنوات تلفزيونية أجنبية من إيطاليا أو المملكة المتحدة أو دول أوروبية أخرى، أو من الولايات المتحدة، إما عبر الكابل المحلي أو الخدمات الأرضية الرقمية، أو مباشرة عبر الأقمار الاصطناعية.

### استخدام اللغة المالطية عبر الإنترنت
حتى حدود عام 2005، لم تكن اللغة المالطية لغة شائعة الاستخدام على الإنترنت، حيث تتم كتابة غالبية المواقع "المالطية" بلغات أخرى. في استطلاع تم إجراؤه على 13 موقعًا مالطيًا، كان 12 منها باللغة الإنجليزية بالكامل، وأحدها ثنائي اللغة، ولكن ليس بالمالطية. خلص استطلاع يوروباروميتر الذي أجري في يناير 2011، إلى أن 6.5% فقط من الشعب المالطي يفضل تصفح وقراءة الويب باللغة المالطية، على الرغم من أن هذا قد يكون بسبب نقص المحتوى بتلك اللغة، وليس التعالي اللغوي. ذكر 82% من المستجوبين أن كل موقع ويب مالطي ينبغي أن يشمل إصداراً باللغة المالطية بشكل إلزامي.

## مستقبل
السيناريوهات المحتملة لمستقبل اللغة المالطية هي موضوع تكهنات بين الأكاديميين. الاختلاف في اللهجات المالطية آخذ في التناقص. هناك تأثير من اللغتين الإنجليزية والإيطالية، وتناوب لغوي منتشر على نطاق واسع بين المتحدثين بالمالطية. أصبحت الأنماط المعجمية والنحوية في اللغة المالطية أكثر إنجليزيةً بشكل متزايد، وهناك حالات تم الإبلاغ عنها للتحول نحو اللغة الإنجليزية كلغة تواصل في بعض العائلات الثرية بشكل خاص، على الرغم من أن هذا لا يزال غير شائع نسبيًا. ومع ذلك، فإن استيعاب التأثيرات اللغوية جزء لا يتجزأ من تاريخ اللغة المالطية، التي لا تزال تتحدث بها نسبة عالية جدًا من السكان.